# Afroestricus hamulus
Afroestricus hamulus är en tvåvingeart som beskrevs av Scarbrough 2005. Afroestricus hamulus ingår i släktet Afroestricus och familjen rovflugor.
Artens utbredningsområde är Malawi. Inga underarter finns listade i Catalogue of Life.